# 14 d'Àries
14 d'Àries (14 Arietis) és una estrella de la constel·lació d'Àries. Té una magnitud aparent de +4,98.